# Бобрицька Мар'янівка
Бобрицька Мар'янівка (рос. Бобрицкая Марьяновка) — колишня колонія у Барашівській волості Житомирського і Коростенського повітів Волинської губернії та Сороченській і Олександрівській сільській радах Барашівського району Коростенської й Волинської округ, Київської та Житомирської областей.
Лютеранське поселення на власних землях, за 60 км північно-західніше Житомира. Лютеранська парафія — Геймталь.

## Населення
У 1906 році кількість мешканців становила 279 осіб, дворів — 49.
Станом на 1923 рік в поселенні налічувалося 48 дворів та 389 мешканців.

## Історія
У 1906 році — колонія Барашівської волості (1-го стану) Житомирського повіту Волинської губернії. Відстань до повітового та губернського центру, м. Житомир, становила 68 верст, до волосного центру, с. Бараші — 12 верст. Найближче поштово-телеграфне відділення розташовувалося в Іскорості.
У березні 1921 року, в складі волості, увійшла до новоствореного Коростенського повіту Волинської губернії. У 1923 році увійшла до складу новоствореної Сороченської сільської ради, котра, від 7 березня 1923 року, стала частиною новоутвореного Барашівського району Коростенської округи. Розміщувалася за 18 верст від районного центру, с. Бараші, та 2 версти від центру сільської ради, кол. Сорочень. 12 січня 1924 року, відповідно до рішення Волинської ГАТК «Про зміни в межах округів, районів і сільрад», колонію передано до складу Олександрівської сільської ради Барашівського району.
Знята з обліку до 1 жовтня 1941 року.